# Рутиер, Дарли
Дарли Линн Рутиер (англ. Darlie Lynn Routier; род. 4 января 1970) — американская преступница из города Роулетт, штат Техас, США, фигурант громкого уголовного дела. Осуждена за убийство своего сына Дэймона; в настоящее время находится в камере смертников в ожидании исполнения смертного приговора (смертельная инъекция).
Двое из троих сыновей Дарли были зарезаны ножом в доме 6 июня 1996 года. Дарли была обвинена полицией и местными СМИ в убийстве своих детей, но была официально осуждена только за смерть Дэймона. На теле Дарли были ножевые ранения, но прокуроры утверждали, что она нанесла их себе сама.

## Предыстория
Дарли была домохозяйкой, а её муж Дэрин — владельцем малого бизнеса, и получал относительно высокий годовой доход.
Тем не менее, большая часть заработанных денег быстро расходовалась. Семья жила не по средствам. У них был роскошный особняк в богатом районе, автомобиль, а также яхта стоимостью 24000 долларов. Прокуроры заявили, что Дарли была избалованной женщиной и материалисткой, и падение доходов вызывало у неё страх, что обеспеченная жизнь скоро закончится. Поэтому она убила своих детей, чтобы избавиться от финансового бремени. К моменту убийства доходы семьи снизились, также у них были долги 10000 долларов по налогам и 12000 долларов долга на кредитной карточке по ипотечным платежам. Банк в это же время отказал им в выдаче кредита суммой 5000 долларов.

### Убийство
6 июня 1996 года в 2:31 ночи Дарли позвонила в службу 911 и сообщила оператору, что в её дом ворвался злоумышленник и нанёс удары ножом двум её сыновьям, Дэймону (5 лет) и Девону (6 лет), и напал на неё саму, когда она спала. Её младший ребёнок, Дрейк (7 месяцев), спал наверху с отцом и не пострадал. Приехавшая полиция действительно обнаружила трупы детей, медики госпитализировал Дарли.
В ходе расследования полиция довольно скоро поставила показания потерпевшей, заметив, что показания Дарли не совпадают с вещественными доказательствами, найденными на месте преступления. Дети Дарли были убиты глубокими ножевыми ранениями, на теле самой Дарли (на шее, руке) раны были поверхностными. Дарли утверждала, что она бегала босиком по кухне и звала на помощь, но пол кухни был усеян битым стеклом, а на её ногах не было ранений. Размытые отпечатки пальцев были найдены на одном из домашних ножей Дарли. Раковина на кухне была вымыта, но полиция обнаружила кровь на полу, под шкафом. Полиция предположила, что Дарли нанесла себе раны над раковиной, а затем смыла кровь. Как показала экспертиза, кровь возле раковины тоже тщательно вытерли. Дарли утверждала, что, борясь со злоумышленником, она получила раны и синяки.
Тем не менее, в ходе судебного разбирательства, посмотрев на фотографии, сделанные 10 июня, эксперт врач-травматолог, заявил, что кровоподтеки выглядят старыми, однако не исключил версии, что они были получены 6 июня.
Следствие запутывали и другие факты:
- По словам свидетелей, в больнице Дарли не интересовалась, живы ли её дети, а больше всего переживала за собственное здоровье.
- Оператор 911 сказал Дарли ничего не трогать на месте преступления, однако она заявила, что уже схватилась за нож.
- Пятна крови на её одежде свидетельствовали о том, что Дарли была очень близко к своим сыновьям, когда их убивали.
- Дарли описала предполагаемого злоумышленника как человека среднего роста, одетого во все чёрное, в футболке и бейсболке.

Общество было шокировано тем, что через 8 дней после убийства Дарли Рутиер вместе с членами своей семьи отпраздновала день рождения убитого сына прямо на могиле. Они смеялись, веселились и осыпали могилу бумажными лентами и конфетти. Дарли улыбалась, жевала жевательную резинку и говорила, что любит своего сына. Но на остальную часть «праздника» никто не обратил внимания — женщина и её муж рыдали, обнимали и целовали могилу, говоря, что не могут жить без  него.

## Приговор
Дарли выдвинули обвинение в убийстве только одного сына — Дэймона, и приговорили к смертной казни. По состоянию на 2012 год она содержится под стражей в тюрьме Маунтин-Вью, штат Техас.
В июне 2011 года Дарли и её муж Дарин подали на развод. Муж заявил, что решение о разводе было взаимным и «очень сложным», и что он по-прежнему считает, что его жена невиновна.

## Невиновность
Несколько фактов, указывающих на невиновность Дарли Рутиер или вызывающие сомнения в тщательном проведении расследования:
Возможно, кроме кухонного ножа, было ещё одно орудие убийства. На ноже из кухни Рутиеров обнаружена кровь Дарли и Дэймона. Сторонники невиновности Дарли утверждают, что именно потому обвинение в смерти Девона так и не было выдвинуто, ведь орудие его убийства не было найдено. 
На месте преступления было сделано около 1000 фотографий, защита получила доступ лишь к 400. Жюри не увидело также фотографии серьёзных ран Дарли, а обвинение описало их как незначительные. Медицинский счёт за срочную операцию Дарли превысил 12 000 долларов. Один из членов жюри позже заявил, что не вынес бы обвинительного приговора, если бы увидел фотографии повреждений. Кроме того, жюри показали компрометирующий Дарли видеофильм с празднования посмертного дня рождения сына. На плёнке также было многочасовое видео Дарли, оплакивающей сыновей, рыдающей на их могилах. Именно эта часть в суде была вырезана.
Раны на шее Дарли прошли в 2 мм от её сонной артерии. Это использовалось как доказательство того, что рана была нанесена ею самой. В суде не было озвучено, что на Дарли было шейное украшение, которое блокировало удар ножа.
Муж Дарли заявил, что семья не была в тот момент в затруднительном финансовом положении, как об этом писали СМИ. А мотив убийства ради получения страховки жизни сыновей математически бессмыслен. На обоих мальчиков сумма составляла 10 000 долларов, во столько приблизительно обошлись похороны детей. В то же время младший сын Дрейк, которого убийца проигнорировал, был застрахован на 800 000 долларов. Мотив избавления от ответственности или нервного срыва также вызывает сомнения. Были убиты два относительно взрослых самостоятельных ребёнка, в то время как требующий больше всего внимания 8-месячный младенец жив.